# バート・K・ミズサワ
バート・カメアロハ・ミズサワ（Bert K Mizusawa、1957年1月 - ）は、アメリカ合衆国の陸軍軍人、法律家。共和党員。最終階級は陸軍少将。
合衆国上院専門職員、国防省上級管理職も経験している。法律家としてはニューヨーク、コロンビア特別区、バージニア州、及び合衆国最高裁判所に出廷経験がある。

## 経歴

### 生い立ち
1957年1月、ハワイ州ホノルル生まれ。ジョージ・T・ミズサワとテオドラ・ミズサワの六人息子の次男 。 父ジョージは陸軍に勤務時にヨーロッパで夫人に出会った 。その後、ジョージは空軍に移り、水沢はオランダ、オクラホマ州、オハイオ州、日本、バージニア、ドイツで育ち、その後家族はバージニア州ハンプトンに定住した。

### 学生時代
ドイツのカイザースラウテルンとフランクフルトで中等教育を受け、1975年にバージニア州ハンプトンのケコータン・ハイ・スクールを卒業。ハイ・スクール時代、アメリカンフットボール、レスリング、陸上競技で活躍した。
1975年、ウェストポイント陸軍士官学校入校。
後にハーバード・ロー・スクールに学び、1989年に法務博士を取得した。また、ハーバード・ケネディ・スクールより公共政策修士号を取得している。

### 軍務
ウェストポイント卒業後、USMA訓練生として歩兵科に進む。
空挺レンジャーの隊長として水沢は、イタリアで第1-509空挺大隊戦闘チームと共に空挺部隊を務め、韓国のDMZで陸軍の最も前方に配備された戦闘部隊である合同治安部隊を指揮した。
北朝鮮軍に対する歴史的な銃撃戦で合同治安部隊を率いた 。 1984年11月22日と23日に韓国の板門店で合同治安部隊（JSF）の司令官を務めていた間、「並外れた勇気と勇気の行動」でシルバースターを受賞した。ソビエトの脱北者を追う韓国の兵士、ミズサワ大尉の卓越したリーダーシップと、攻撃を受けている間に彼の部隊を率いる積極的な行動は、敵を倒すのに役立った。さらに、彼は自分の部隊の戦闘行動の成功を確実にするために、砲火の最中に亡命者を安全に誘導し、敢えて自らを大きな危険に晒して、彼自身敵の軍隊の最前線に立った。激しい銃撃戦の間、ミズサワ大尉は任務を遂行する間、彼自身の個人的な安全を完全に無視した。 これは板門店でのソ連学生越境事件と呼ばれるものである。ソ連は当時ゴルバチョフがペレストロイカを推進中で、冷戦への逆戻りを米ソともに望まなかったがため、韓国兵1名、北朝鮮兵3名の犠牲を出しただけで終わり、これは銃撃戦とソビエト大学生の救出共に成功に終わったという見方もある。
大佐昇任後、2001年から2004年にかけて、水沢は陸軍予備軍の新しいサイバーコマンドである陸軍予備軍情報作戦コマンドの最初の司令官に任命された。2005年に、彼は運用分析の合同センターからアフガニスタンに配備された最初のチームを指揮した。
准将昇任後、米陸軍総司令部副司令官、多国籍軍団イラク司令官副司令官、第335劇場信号司令部副司令官。
2011年8月2日、少将昇進、統合参謀本部戦略的イニシアチブ担当副局長に。統合参謀本部議長予備補佐官、およびアフガン合同省庁間タスクフォース（CJIATF-A）の司令官を務め、「不朽の自由」作戦での功績に対して合同功労者ユニット賞を授与された。

### 退役後
1990年から1994年までウォール街の法律事務所Sullivan＆Cromwellの弁護士を務める。彼は当時世界最大の債券である世界銀行のニューヨーク、ロンドン、東京で同時に発行される25億米ドルのグローバル債券の主任弁護士を務めた。2001年から2004年まで、Innovative Technology Application, Inc社長。2004年、Paxcentric, Incを設立。
1995年から1998年にかけて、米国上院軍事委員会の専門職員に任命され、国防の監督を務める議長を支援した。1996年に、彼は大統領選挙のための共和党国家安全保障プラットフォームを作成した。1998年に、彼は国防総省の3つ星レベルの上級管理職に任命されている。
2010年、ミズサワはバージニア州から米国議会の議席に立候補して落選した。 2016年5月、2016年の共和党大統領選挙の過程で、ミズサワはドナルド・トランプの立候補を承認し、その後すぐにトランプキャンペーンの外交政策顧問になった。彼は外交政策のためのトランプの大統領教書を執筆し、「USAトゥデイ」によってオンラインでその印刷版で出版された。ミズサワは大統領移行チームの国家安全保障政策の責任者だった。2018年に、米国上院議員のティム・ケインに異議を申し立てるために共和党の指名キャンペーンを開始したが、投票用紙を作成するのに十分な署名を集めることができなかった。
2020年初頭、ミズサワは中央情報局の国家安全保障技術と事業統合の上級顧問に任命された。

## 論文
- Mizusawa, Bert (September 2003). “Decentralized information age training: key to U.S. antiterrorism efforts[12]。